# Bernard Ménez
Bernard Ménez (Mailly-le-Château, 8 agosto 1944) è un attore, cantante e regista francese.

## Biografia
Terzo figlio di Jean Ménez, funzionario del PTT ad Asnières-sur-Seine e di Germaine Plettener, trascorre la sua infanzia a La Garenne-Colombes, Hauts-de-Seine. Dopo gli studi superiori al liceo Sainte-Croix de Neuilly, ottiene la maturità nel 1960 e accede ai corsi di insegnamento scientifici al Lycée Charlemagne di Parigi, diplomandosi nel 1964 all'École normale supérieure Paris-Saclay. Dopo il servizio militare, dal 1966 al 1969 si dedicò all'insegnamento di matematica, fisica e chimica, frequentando anche un corso di recitazione. Debutta come attore teatrale nel 1967 in famosi teatri francesi. Nel 1970, con Jean-Pierre Fontaine, fonda la "Compagnie Sganarelle" specializzata nelle rappresentazioni di testi classici nelle scuole, che dirige fino al 1972. Sul palcoscenico recita in una cinquantina di lavori di autori classici e moderni, e debutta alla regia teatrale nel 1993.
Al cinema debutta nel 1971 con un ruolo da protagonista nel film Du côté d'Orouët diretto da Jacques Rozier. Tramite lui, entra in contatto con François Truffaut che gli offre il ruolo di Bernard in Effetto notte e Marco Ferreri in La grande abbuffata, dove impersona Pierre. Diventato attore feticcio di Pascal Thomas e lo stesso Rozier, recita in ruoli importanti accanto a Jean Lefebvre, Michel Serrault, Christopher Lee e Louis de Funès. Sul piccolo schermo compare in diversi film e serie, tra le quali Sous le soleil (2005) dove impersona Jacques Marbalo, e in Demain nous appartient (2019) dove interpreta Philippe Lazzari. Nel 1982 sceneggia, interpreta e dirige il suo unico film da regista cinematografico, Les P'tites Têtes.
Come cantante incide diverse canzoni e compare inoltre in diverse operette. Dei suoi tre figli una, Élisa Ménez, diventerà anch'essa attrice. Nel 2017 pubblica la sua autobiografia, Et encore... je ne vous dis pas tout!

## Filmografia

### Attore
- Du côté d'Orouët, regia di Jacques Rozier (1971)
- E Anna scoprì l'amore (Pleure pas la bouche pleine), regia di Pascal Thomas (1973)
- Effetto notte (La Nuit américaine), regia di François Truffaut (1973)
- La grande abbuffata (La Grande Bouffe), regia di Marco Ferreri (1973)
- Più matti di prima al servizio della regina (Les Quatre Charlots mousquetaires), regia di André Hunebelle (1973)
- La modella (...Comme un pot de fraises!), regia di Jean Aurel (1974)
- Le Chaud Lapin, regia di Pascal Thomas (1974)
- Tendre Dracula, regia di Pierre Grunstein (1974)
- Trop c'est trop, regia di Didier Kaminka (1975)
- Non c'è problema! (Pas de problème), regia di Georges Lautner (1975)
- La 7ª compagnia ha perso la guerra (Opération Lady Marlène), regia di Robert Lamoureux (1975)
- L'Éducation amoureuse de Valentin, regia di Jean L'Hôte (1975)
- Oublie-moi, Mandoline, regia di Michel Wyn (1975)
- Les Lolos de Lola, regia di Bernard Dubois (1976)
- Dracula padre e figlio (Dracula père et fils), regia di Édouard Molinaro (1976)
- Un oursin dans la poche, regia di Pascal Thomas (1977)
- Ça fait tilt, regia di André Hunebelle (1977)
- Tendrement vache, regia di Serge Pénard (1978)
- Confidences pour confidences, regia di Pascal Thomas (1978)
- La Frisée aux lardons, regia di Alain Jaspard (1978)
- Duos sur canapé, regia di Marc Camoletti (1979)
- L'Avare, regia di Jean Girault e Louis de Funès (1980)
- Celles qu'on n'a pas eues, regia di Pascal Thomas (1981)
- Le Chêne d'Allouville, regia di Serge Pénard (1981)
- Ça va faire mal!, regia di Jean-François Davy (1982)
- Didi auf vollen Touren, regia di Wigbert Wicker (1986)
- Maine Océan, regia di Jacques Rozier (1986)
- Les Saisons du plaisir, regia di Jean-Pierre Mocky (1987)
- Voir l'éléphant, regia di Jean Marbœuf (1990)
- Les Autres Filles, regia di Caroline Vignal (1999)
- La Bête de miséricorde, regia di Jean-Pierre Mocky (2000)
- Una vita nascosta (Laisse tes mains sur mes hanches), regia di Chantal Lauby (2002)
- France Boutique, regia di Tonie Marshall (2003)
- Les clefs de bagnole, regia di Laurent Baffie (2003)
- Travaux - Lavori in casa (Travaux, on sait quand ça commence...), regia di Brigitte Rouan (2004)
- Ensemble nous allons vivre une très, très grande histoire d'amour, regia di Pascal Thomas (2010)
- L'amore dura tre anni (L'amour dure trois ans), regia di Frédéric Beigbeder (2012)
- Crimes en sourdine, regia di Joël Chalude (2012)
- Tonnerre, regia di Guillaume Brac (2013)
- Libero e scansafatiche (Libre et assoupi), regia di Benjamin Guedj (2014)
- Mon père s'appelle Bernard Menez, regia di Xavier Bernard (2015)
- Le Cabanon rose, regia di Jean-Pierre Mocky (2016)
- Sélection officielle, regia di Jacques Richard (2016)
- Loue-moi!, regia di Coline Assous e Virginie Schwartz (2017)
- Black Snake, regia di Thomas N'Gijol e Karole Rocher (2019)
- À cause des filles..?, regia di Pascal Thomas (2019)

### Regista
- Les P'tites Têtes (1982) – anche sceneggiatura e attore

### Televisione
- Les oiseaux rares – serie TV, un episodio (1969)
- Appelez-moi Docteur ou le Médecin Invisible, regia di Jacques Rouland (1977) – film TV
- Le plus heureux des trois (1979) – film TV
- Un coup de rasoir, regia di Pascal Thomas (1979) – film TV
- La Fabrique, un conte de Noël, regia di Pascal Thomas (1979) – film TV
- Les Fugitifs, regia di Freddy Charles (1981) – film TV
- Marc et Sophie – serie TV, un episodio (1987)
- Vivement lundi! – serie TV, un episodio (1988)
- Le masque – serie TV, un episodio (1989)
- Joséphine en tournée – serie TV, 4 episodi (1990)
- On dînera au lit – film TV (1990)
- Maguy – serie TV, un episodio (1992)
- Cluedo – serie TV, 4 episodi (1994)
- L'histoire du samedi – serie TV, un episodio (1996)
- Grolandsat – serie TV, un episodio (2001)
- Les Rencontres de Joelle, regia di Patrick Poubel (2002) – film TV
- La Chose publique, regia di Mathieu Amalric (2003) – film TV
- Sous le soleil – serie TV, 9 episodi (2005-2007)
- Belleville Tour, regia di Zakia Bouchaala e Ahmed Bouchaala (2008) – film TV
- Un petit bout de France, regia di Bruno Le Jean (2013) – film TV
- Scènes de ménages – serie TV, un episodio (2014)
- La loi, le combat d'une femme pour toutes les femmes, regia di Christian Faure (2014) – film TV
- Demain nous appartient – serie TV, 15 episodi (2019)
- Myster Mocky présente – serie TV, un episodio (2020)

## Doppiatori italiani
Nelle versioni italiane dei suoi film, Bernard Ménez è stato doppiato da:
- Gianfranco Bellini in Effetto notte, Più matti di prima al servizio della regina
- Pietro Biondi in L'amore dura tre anni

## Discografia
- J'aime pas les filles qui fument (1977)
- Le tour du monde en 80 filles (1977)
- Jolie poupée (1984)
- L'orange bleue (1984)
- Qu'est ce qu'il a en haut? (1985)
- Mon p'tit neveu (1985)
- Le petit âne (1985)
- Qu'est-ce que ça mange! (1985)
- Ton petit grain de beauté (1986)
- Tout, tout, tout, ils m'ont tout pris (1986)
- Mademoiselle vidéo (1987)
- C'est du bonheur (1987)
- Faut pas s'fâcher (1988)
- Chouette la vie (1988)
- Lève toi et danse (1990)
- Allumettes, allumettes (1991)
- J'ai une idée (1991)
- Sacré soleil (1992)
- Les capotes (1993)
- Les petites filles d'Andalousie (1993)
- La sucette (1994)
- Je me prends pour Al Pacino (2000)